# Короткова, Олеся Сергеевна
Оле́ся Серге́евна Коротко́ва (род. 24 декабря 1983) — российская легкоатлетка, специалистка по метанию диска. Выступала на профессиональном уровне в 2000—2011 годах, победительница зимнего Кубка Европы, зимнего чемпионата России, призёрка ряда крупных всероссийских и международных стартов. Представляла Нижегородскую и Новосибирскую области. Мастер спорта России международного класса (2012).

## Биография
Олеся Короткова родилась 24 декабря 1983 года. Занималась лёгкой атлетикой в Нижнем Новгороде, проходила подготовку под руководством тренеров Ивана Никитовича Коптюха и Михаила Владимировича Садова.
Впервые заявила о себе на всероссийском уровне в сезоне 2000 года, когда в метании диска одержала победу на юношеском турнире в Адлере и стала бронзовой призёркой на Мемориале Владимира Куца в Москве.
В 2001 году в той же дисциплине превзошла всех соперниц на юниорском Мемориале Лунёва в Адлере, получила серебро на зимнем чемпионате России среди юниоров в Адлере, взяла бронзу на летнем чемпионате России среди юниоров в Казани, была седьмой на Мемориале Куца в Москве, заняла второе место на юниорском клубном чемпионате Европы в Мариборе.
В 2002 году завоевала серебряные награды на Мемориале Лунёва и на зимнем юниорском чемпионате России в Адлере, бронзовые награды на турнире «Открытие сезона» и на открытом молодёжном первенстве Москвы, была пятой на чемпионате России среди юниоров в Казани.
В 2003 году стала восьмой на зимнем чемпионате России по метаниям в Адлере, пятой на «Открытии сезона» в Москве, третьей на открытом молодёжном первенстве Москвы, пятой на молодёжном всероссийском первенстве в Чебоксарах, третьей на Мемориале Куца в Москве, шестой на открытом чемпионате Москвы.
В 2004 году заняла пятое место на молодёжном зимнем чемпионате России в Адлере и 12-е место на взрослом зимнем чемпионате России в Адлере, была четвёртой на Мемориале Куца в Москве, второй на открытом молодёжном первенстве Москвы, шестой на открытом чемпионате Москвы, третьей на молодёжном чемпионате России в Чебоксарах и 12-й на взрослом чемпионате России в Туле.
В 2005 году выиграла бронзовую медаль молодёжного зимнего чемпионата России в Адлере, стала седьмой на взрослом зимнем чемпионате России. Летом среди прочего стала бронзовой призёркой молодёжного чемпионата России, была седьмой на взрослом чемпионате России в Туле, четвёртой на Мемориале Куца в Москве и на Кубке России в Туле.
На зимнем чемпионате России 2006 года показала в метании диска пятый результат. Также отметилась победой на международном турнире в Норвегии, заняла восьмое место на чемпионате России в Туле и третье место на Кубке России в Туле, победила на Мемориале Куца в Москве.
Весной 2007 года выиграла две бронзовые медали на всероссийских соревнованиях в Сочи.
В 2008 году на зимнем чемпионате России в Адлере и на летнем чемпионате России в Казани изначально была четвёртой, но после допинговой дисквалификации Дарьи Пищальниковой поднялась в итоговых протоколах на третьи бронзовые позиции. Помимо этого, получила серебро на Кубке Кавказа в Сочи, победила на международном турнире в Греции, стала четвёртой на Кубке России в Туле.
Среди наиболее значимых достижений 2009 года — бронзовые награды на зимнем чемпионате России в Адлере и летнем чемпионате России в Чебоксарах, серебряная награда Мемориала братьев Знаменских в Жуковском, золото Кубка России в Сочи. В составе российской сборной Короткова выступила на Кубке Европы по зимним метаниям в Лос-Реалехосе и на командном чемпионате Европы в Лейрии.
В 2010 году взяла бронзу зимнего чемпионата России по длинным метаниям в Адлере, одержала победу на клубном чемпионате Европы в португальском Вила-Реал-ди-Санту-Антониу, стала серебряной призёркой на чемпионате Московской области и на Кубке России в Ерино, показала четвёртый результат на чемпионате России в Саранске.
В 2011 году с личным рекордом 62,48 победила на Мемориале Лунёва в Адлере, была лучшей на зимнем чемпионате России по длинным метаниям в Адлере и на Кубке Европы по зимним метаниям в Софии, стала бронзовой призёркой на летнем чемпионате России в Чебоксарах и на Мемориале Куца в Москве. По окончании сезона завершила спортивную карьеру.
За выдающиеся спортивные достижения удостоена почётного звания «Мастер спорта России международного класса» (2012).